# 249010 Abdel-Samad
249010 Abdel-Samad este un asteroid din centura principală de asteroizi.

## Descriere
249010 Abdel-Samad este un asteroid din centura principală de asteroizi. A fost descoperit pe 26 august 2007 la Wildberg de Rolf Apitzsch. Asteroidul prezintă o orbită caracterizată de o semiaxă mare de 3,02 ua, o excentricitate de 0,03 și o înclinație de 7,8° în raport cu ecliptica.